# ناكامورا-كو
ناكامورا-كو (باليابانية: 中村区) هو حي في اليابان، يقع في ناغويا، بلغ عدد سكانه 134,680 نسمة وذلك حسب إحصائيات سنة 2017، تبلغ مساحته 16.31 كيلومتر مربع.

## أعلام
- ماريا يامادا
- تويوتومي هيده-يوشي